# Djouab
Djouab (em árabe: جواب) é uma comuna localizada na província de Médéa, Argélia. De acordo com o censo de 2008, a população total da cidade era de 9,901 habitantes.